# 拟兰
拟兰（学名：Apostasia odorata），为兰科拟兰属下的一个植物种。